# Leontij Benua
Leontij Nikolajevitj Benua eller fransk: Leon Nikolaïevitch Benois (russisk: Леонтий Николаевич Бенуа; 11. august 1856 i Peterhof – 8. februar 1928 i Leningrad) var en russisk arkitekt, kunstlærer og universitetsrektor. Hans arbejde lå for størstedelens vedkommende inden for den historicistiske stilgenre med en præference for nyrenæssance og nygotik, nogle gange med et anstrøg af art noveau. Leon Benois lagde navn til Leonardo da Vincis maleri Madonna Benois (ca. 1478) som han havde arvet fra sin svigerfar og nu er udstillet på Eremitagen i Sankt Petersborg.

## Baggrund
Leon Benois var søn af den franskfødte russiske arkitekt Nicholas Benois (1813-1898) og hans hustru Camilla Cavos (1829-1891) – som var datter af italiensk / russiske arkitekt Katarinovitsch Albert (1800-1863). Som hans ældre bror Aleksandr Benois (1852-1936) der senere blev arkitekt og akvarelmaler gik også Leonti på Det russiske kunstakademi i Sankt Petersborg. Hans yngre bror Aleksandr Benois (1870-1960) blev maler, scene- og kostumedesigner, kunsthistoriker og kritiker. Leon Benois datter Nadesjda Leontjevna Benois (1896-1975), kendt som Nadja, var en kunster, maler, bogillustrator, scenograf og kostumedesigner – hun blev gift med Jona Ustinov (1892-1962), en tysk diplomat og hemmelig britisk agent for MI5. Sammen fik de sønnen Sir Peter Ustinov, som altså er barnebarn af Leon Benois.

## Værker i udvalg
- 1886–1889: Det akademiske Glinka-Korkapel.
- 1894–1912: St. Aleksander Nevskij-katedralen, Warszawa
- før 1896: det Russiske kapel, Bad Homburg vor der Höhe, Tyskland
- 1897–1899: det Russiske kapel, Darmstadt, Tyskland

- Indgang til Georgeskatedralen.
- St. Aleksander Nevskij-katedralen i Warszawa
- Det russiske kapel i Darmstadt
- Det russiske kapel i Bad Homburg vor der Höhe